# Locomóvel
Um locomóvel (do latim locus: local e mobilis: móvel) é uma máquina a vapor automotora usada para movimentar cargas pesadas sobre estradas, para aragem de solo ou para fornecer energia em locais determinados. É também denominado "locomotiva de estrada", para distinguí-lo das locomotivas ferroviárias que circulam sobre trilhos.
Um locomóvel tende a ser grande, robusto e de grande potência, sendo porém pesado, lento e de baixa manobrabilidade. Contudo, os locomóveis revolucionaram a agricultura e o transporte rodoviário, em uma época em que a única alternativa disponível para a realização de trabalho era o cavalo.
Os locomóveis tornaram-se popular nos países industrializados a partir de ca. 1850, quando os primeiros motores a vapor com autopropulsão foram desenvolvidos para fins agrícolas. Sua produção manteve-se elevada até as primeiras décadas do século XX, quando a competição dos tratores movidos por motores de combustão interna suplantou-os, ocasionando seu desaparecimento gradual. No Brasil ainda eram usados na década de 1970. Atualmente não existem mais locomóveis em instalações industriais. Em localidades ermas, onde a energia elétrica ainda não é disponível, existem locomóveis em operação. Milhares deles foram preservados, muitos em condições funcionais.

### História
- History of mechanisation in farming – Timeline, 1700 - 1914 (MERL)
- Concise history of the traction engine – evolution, from earliest experiments to widespread manufacture, plus definitions of the six main types
- History of steam ploughing  – particularly covers the very early years as different techniques were tried
- Transactions of the Highland and Agricultural Society of Scotland – (c.1871) report of trial of Fiskens Steam Cultivation Machinery (a windlass ploughing apparatus) -- including description and diagram
- Social Impact of Road Haulage[ligação inativa] – Timeline including early development history of steam-powered road vehicles (from Hampshire County Council Museum Service)
- History of Waterloo Gasoline Traction Engine Company (Iowa) – the first gasoline-powered traction engine, and forerunner of the John Deere tractor range
- "Steam Dinosaur" –  world's oldest surviving traction engine (plus lots of history of early Aveling products)
- The Road Locomotive Society – charitable society founded in 1937 for education and research into history of traction engines and portable engines

### Preservação
- (Steam-era.com) Aspects of restoring and owning a traction engine
- National Traction Engine Trust
- East Anglian Traction Engine Society
- Engine Resources
- UK Traction engine rallies

### Informações adicionais
- Interactive diagram of a traction engine showing major components.
- Glossary of traction engine terminology
- Definition of nominal horse power – also see Nominal Horse Power
- (Steam) Traction Engine page at the RitchieWiki equipment and industry wiki